# Natalie Martinez
Natalie Martinez (Miami, 12 luglio 1984) è un'attrice e modella statunitense di origini cubane.
È nota per essere la modella portavoce della linea JLO by Jennifer Lopez, e per la sua interpretazione nel film Death Race (2008). Inoltre è apparsa in alcuni video musicali e telenovela, nonché sulle copertine dell'edizione britannica di Maxim nel 2003 e sull'edizione messicana di Cosmopolitan nel 2006.

## Filmografia

### Cinema

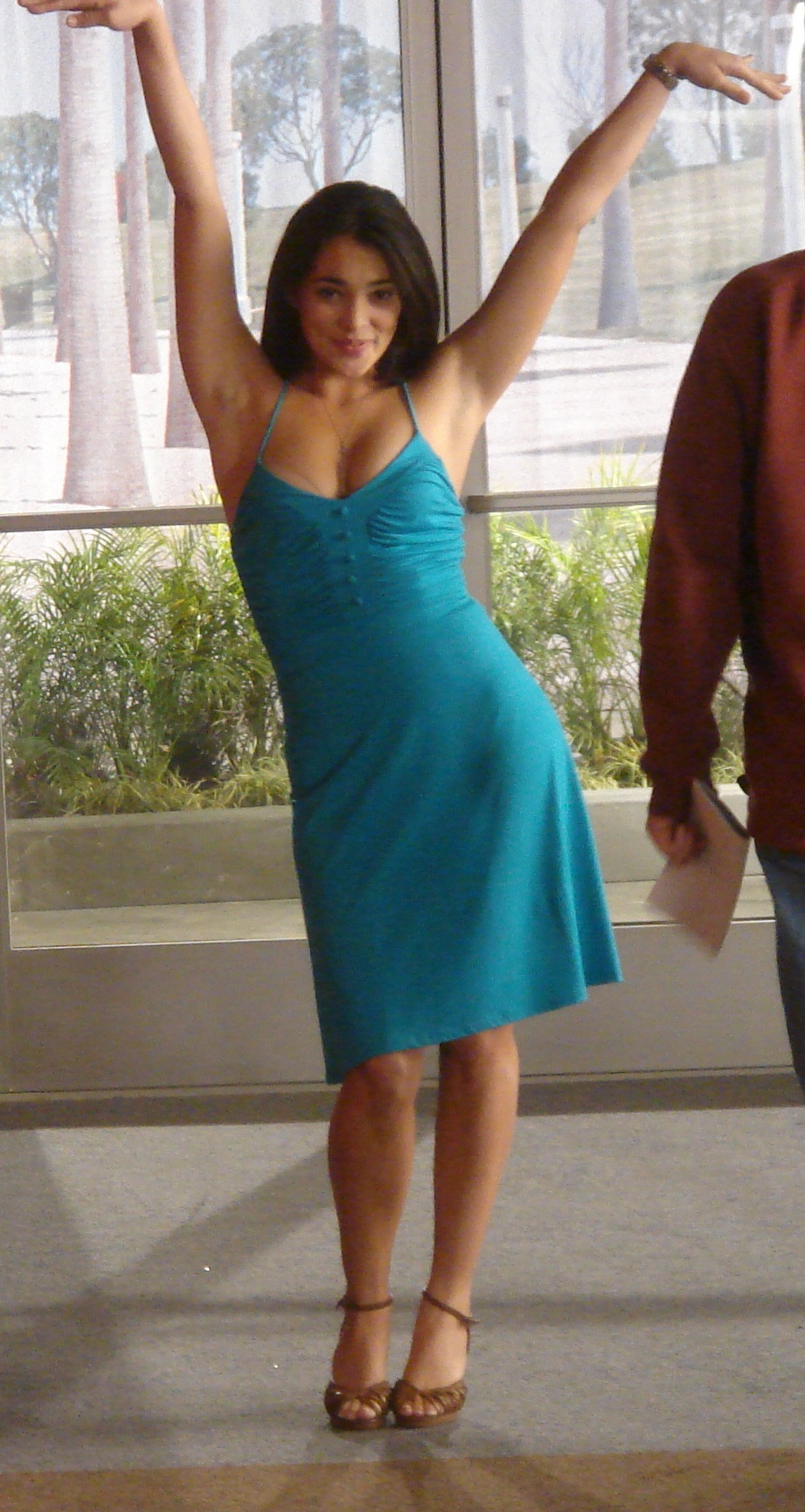
Martinez nel 2007

- Death Race, regia di Paul W. S. Anderson (2008)
- End of Watch - Tolleranza zero (End of Watch), regia di David Ayer (2012)
- The Baytown Outlaws - I fuorilegge (The Baytown Outlaws), regia di Barry Battles (2012)
- Broken City, regia di Allen Hughes (2013)
- Self/less, regia di Tarsem Singh (2015)
- Message from the King, regia di Fabrice Du Welz (2016)
- Frammenti dal passato - Reminiscence (Reminiscence), regia di Lisa Joy (2021)
- Wendell & Wild, regia di Henry Selick (2022) – voce

### Televisione
- Fashion House – serie TV, 55 episodi (2006)
- Chuck – serie TV, 1 episodio (2007)
- Saints & Sinners – serie TV, 62 episodi (2007)
- El Dorado - La città perduta (El Dorado) – miniserie TV, 2 puntate (2010)
- Padre in affitto (Sons of Tucson) – serie TV, episodi 1x01-1x04 (2010)
- Detroit 1-8-7 – serie TV, 18 episodi (2010-2011)
- CSI: NY – serie TV, 17 episodi (2012-2013)
- Under the Dome – serie TV, 14 episodi (2013-2014)
- Secrets and Lies – serie TV, 10 episodi (2015)
- Dal tramonto all'alba - La serie (From Dusk till Dawn: The Series) – serie TV, 2 episodi (2016)
- APB - A tutte le unità (APB) – serie TV, 12 episodi (2017)
- Kingdom – serie TV, 20 episodi (2014-2017)
- The Crossing – serie TV, 11 episodi (2018)
- Into the Dark – serie TV, episodio 1x05 (2018)
- The I-Land – miniserie TV, 7 puntate (2019)
- The Twilight Zone – serie TV, 1 episodio (2020)
- The Stand – miniserie TV, 2 puntate (2021)
- Ordinary Joe – serie TV, 13 episodi (2021-2022)
- Bad Monkey – serie TV, 10 episodi (2024)

## Videografia
- Justin Timberlake - Señorita (2003)
- Sean Paul - We Be Burnin' (2005)
- Amr Diab - Ne'ool Eih (2007)
- Wisin & Yandel - Yo Te Quiero (2007)
- Pitbull feat. Marc Anthony - Rain Over Me (2011)

## Agenzie
- Vision Los Angeles
- Michele Pommier Management

## Doppiatrici italiane
Nelle versioni in italiano delle opere in cui ha recitato, Natalie Martinez è stata doppiata da:
- Chiara Gioncardi in Secrets and Lies, APB - A tutte le unità, The I-Land, Frammenti del passato - Reminiscence
- Emanuela D'Amico in Fashion House
- Ilaria Stagni in Death Race
- Valentina Mari in El Dorado - La città perduta
- Monica Bertolotti in Detroit 1-8-7
- Perla Liberatori in End of Watch - Tolleranza zero
- Tatiana Dessi in The Baytown Outlaws - I fuorilegge
- Rossella Acerbo in CSI: NY
- Gemma Donati in Under the Dome
- Domitilla D'Amico in Broken City
- Gea Riva in Self/less
- Benedetta Degli Innocenti in Message from the King
- Ilaria Latini in The Crossing
- Debora Magnaghi in Into the Dark
- Selvaggia Quattrini in Ordinary Joe